# صفر کشکولی
صفر کشکولی (زادهٔ ۱۰ بهمن ۱۳۲۳) بازیگر و ورزشکار اهل ایران است.

## زندگی‌نامه
صفر کشکولی در سال ۱۳۲۳ در آبادان زاده شد. دیپلم فنی جوشکاری را در تهران سال ۱۳۴۳ دریافت نموده و در سال ۱۳۳۸ وارد ورزش فوتبال شد. او در سال ۱۳۴۲ به عنوان «هرکول خوزستان» شناخته شد و سال ۱۳۴۳ در کویت قهرمان آسیا گردید و در سال ۱۳۵۱ قهرمان وزنه‌برداری ایران شد. وی در سال ۱۳۵۷ قهرمان پرتاب دیسک آسیا گردید و قهرمان پیشین این رشته را که از پاکستان بود پشت سر گذاشت. او نخستین مربی تیم ملی جانبازان در سال ۱۳۶۷ بود که با تیم به المپیک سوئد رفت و در پی آن مربی و داور درجه یک ملی شناخته شد.
کشکولی از سال ۱۳۴۳ توسط ساموئل خاچیکیان به کارهای سینمائی دعوت شد و تاکنون در نقش‌های منفی و مثبت سینمائی و تلویزیونی کوتاه و بلند در حدود یکصد و پنجاه فیلم و سریال نقش‌آفرینی کرده‌است. او پیش از انقلاب به سبب اندام ورزیده‌اش در دو تبلیغ تلویزیونی برای «خرمای طب» و «یخچال جنرال» ظاهر شد.

## فیلم‌شناسی

### سینمایی
- لب خط (۱۳۹۹)
- شانتاژ (۱۳۹۷)
- گشت ارشاد ۲ (۱۳۹۵)
- مسیح (۱۳۸۴)
- کوچولوی خوش‌شانس (۱۳۸۳)
- سرحد (۱۳۷۵)
- گاومیش‌ها (۱۳۷۵)
- رؤیای نیمه شب تابستان (۱۳۷۳)
- سفر بخیر (۱۳۷۳)
- دلار (۱۳۶۷)
- سازمان ۴ (۱۳۶۶)
- خارج از محدوده[۱] (۱۳۶۶)
- شکار (۱۳۶۶)
- اجاره‌نشین‌ها (۱۳۶۵)
- نقطه ضعف (۱۳۶۲)
- آبشار طلا (۱۳۵۱)
- لیلی و مجنون[۱] (۱۳۴۹)
- مرد روز[۱] (۱۳۴۷)
- بی عشق هرگز[۱] (۱۳۴۵)

### مجموعه تلویزیونی
| سال تولید | نام مجموعه         | کارگردان      | توضیحات              |
| --------- | ------------------ | ------------- | -------------------- |
| ۱۳۶۷      | هشدارهای پلیس      | محسن شاه‌محمدی | شبکه یک              |
| ۱۳۷۰      | آینه عبرت          | محسن شاه‌محمدی | شبکه یک              |
| ۱۳۷۰      | برگ‌ریزان           | محسن شاه‌محمدی | شبکه یک              |
| ۱۳۷۱      | گزارش، نقطه صفر    | محسن شاه‌محمدی | شبکه یک              |
| ۱۳۷۳      | خانه در آتش        | علی نقی‌لو     | شبکه یک              |
| ۱۳۷۳      | شلیک نهایی         | محسن شاه‌محمدی | شبکه یک              |
| ۱۳۷۴      | زائر غریب          | اکبر صادقی    | شبکه یک              |
| ۱۳۷۴      | نابغه‌های قرن بیستم | حسین محب‌اهری  | شبکه سه              |
| ۱۳۷۵      | خرچنگ              |               | تلکس به زبان عربی    |
| ۱۳۷۷      | فکر پلید           | محسن شاه‌محمدی | شبکه یک              |
| ۱۳۷۷      | محاکمه             | حسن هدایت     | شبکه یک بازیگر مهمان |
| ۱۳۸۰      | چراغ‌های خاموش      | کاظم بلوچی    | شبکه یک رمضان ۱۳۸۰   |
| ۱۳۸۰      | تصمیم نهایی        | محسن شاه‌محمدی | شبکه یک              |
| ۱۳۸۷      | خط‌شکن              | مسعود تکاور   | شبکهٔ پنج             |
| ۱۳۸۷      | بزنگاه             | رضا عطاران    | شبکهٔ سه رمضان ۱۳۸۷   |
| ۱۳۸۷      | عید امسال          | سعید آقاخانی  | شبکه پنج             |
| ۱۳۹۱      | خاطرات مرد ناتمام  | صادق کرمیار   | شبکه یک              |
| ۱۳۹۴      | آسمان من           | محمدرضا آهنج  | شبکه افق             |
| ۱۳۹۴      | بیمار استاندارد    | سعید آقاخانی  | شبکه یک، نوروز ۱۳۹۵  |
| ۱۳۹۵      | لیسانسه‌ها          | سروش صحت      | شبکه سه              |
| ۱۳۹۶      | فوق لیسانسه‌ها      | سروش صحت      | شبکه سه              |
| ۱۳۹۷      | هشتگ خاله سوسکه    | محمد مسلمی    | نمایش خانگی          |
| ۱۳۹۷      | رقص روی شیشه       | مهدی گلستانه  | نمایش خانگی          |
| ۱۴۰۰      | نیسان آبی          | منوچهر هادی   | نمایش خانگی          |
| ۱۴۰۱      | حکم رشد            | حسن لفافیان   | شبکه سه              |
| ۱۴۰۲      | نیوکمپ             | منوچهر هادی   | نمایش خانگی          |
| ۱۴۰۲      | نیسان آبی ۲        | مسعود اطیابی  | نمایش خانگی          |